# أندرياس كارلسون (لاعب هوكي الجليد)
أندرياس كارلسون (بالسويدية: Andreas Karlsson)‏ هو لاعب هوكي الجليد سويدي، ولد في 19 أغسطس 1975 في Ludvika ‏ في السويد.

## وصلات خارجية
- أندرياس كارلسون على موقع دوري الهوكي الوطني (الإنجليزية)
- أندرياس كارلسون على موقع قاعة مشاهير الهوكي (لاعب أن.إتش.أل) (الإنجليزية)
- أندرياس كارلسون على موقع EliteProspects.com (الإنجليزية)
- أندرياس كارلسون على موقع Eurohockey.com (الإنجليزية)
- أندرياس كارلسون على موقع HockeyDB.com (الإنجليزية)
- أندرياس كارلسون على موقع Hockey-Reference.com (الإنجليزية)